# T-BOLAN
T-BOLAN（ティー・ボラン）は、日本の男性4人組ロックバンド。所属芸能事務所及び所属レコードレーベルはB ZONE。1995年までの4年間で1,700万枚というセールスを記録。
1990年に結成、1999年12月に解散。2012年に再結成、2014年4月26日に活動休止。2016年12月31日に豊洲PITにて一夜限りの再結成カウントダウンライブを開催し、2017年に再始動。
2025年7月10日、「ラスト　ライブツアー」（全国47都道府県コンサートツアー 2025年9月～）を発表。

## メンバー
| 名前                         | プロフィール                                          | 担当                      | 備考                        |
| ---------------------------- | ----------------------------------------------------- | ------------------------- | --------------------------- |
| 森友嵐士 （もりとも あらし） | 1965年10月30日（59歳） 日本 広島県府中市 血液型：AB型 | ボーカル 作詞・作曲・編曲 |                             |
| 五味孝氏 （ごみ たかし）     | 1965年12月9日（59歳） 日本 東京都 血液型：O型         | ギター 作曲・編曲         |                             |
| 上野博文 （うえの ひろふみ） | 1965年5月23日（60歳） 日本 栃木県 血液型：AB型        | ベース 編曲               |                             |
| 青木和義 （あおき かずよし） | 1966年11月13日（58歳） 日本 岐阜県本巣市 血液型：A型  | ドラムス 編曲             | 2021年8月27日より活動休止中 |

### ライブサポートメンバー
- 葉山たけし（はやま たけし） / ギター
- NATCHIN（ナッチン） / ベース
- 人時（ひとき） / ベース
- 土橋誠（どばし まこと） / ドラムス
- 永井利光（ながい としみつ） / ドラムス
- 山口PON昌人（やまぐち ポン まさと） / ドラムス
- 小島良喜（こじま よしのぶ） / キーボード
- Sunny（サニー） / キーボード
- DIE（ダイ） / キーボード
- 小野塚晃（おのづか あきら） / ピアノ
- 神田陽太（かんだ ようた） / コーラス
- 坪倉唯子（つぼくら ゆいこ） / コーラス

## 来歴

### デビュー前
1987年、青木和義（Dr）が森友嵐士（Vo）（当時、東海大学理学部に在籍）を誘ってT-BOLANの前身となるバンド「プリズナー」を結成。同年11月22日、ビーイング主催の第2回BADオーディション（会場：目黒ライブステーション）でグランプリを受賞。
1988年7月22日、「BOLAN」としてビーイングのインディーズレーベル「YEAH」からEP『I WAITED FOR A TIME』をリリースしインディーズデビュー。ライブ活動を年間100本以上行う。その後、森友は他メンバーとの音楽性の相違により「BOLAN」を脱退し、新たなバンドを複数掛け持ちするなどして音楽活動を続け、その過程で五味孝氏（Gt）、上野博文（Ba）のそれぞれに出会う。森友脱退後のBOLANは、しばらくしてギター（紅谷昭夫）とベース（赤羽浩治）が脱退し活動停止状態になる。
1990年 青木と組む道を再び選んだ森友は、他のバンドでそれぞれ活動していた五味と上野を迎え入れ、「T-BOLAN」を結成する。

### メジャーデビュー 〜 解散
1991年7月、川島だりあ作詞・作曲、西田昌史（EARTHSHAKER）編曲・サウンドプロデュース（西田魔阿思惟名義）の『悲しみが痛いよ』でメジャーデビュー。以降、『離したくはない』、『Bye For Now』、『マリア』などがヒット。特に1992年に発売された『Bye For Now』はミリオンヒットを記録した。
1995年、ライブツアー「LIVE HEAVEN '94〜'95」中に、森友は原因不明の発声障害（後に心因性発声障害と判明する）を発症。喉の調子が悪い状態が続いていたが、様子をみながらツアーを続けていた。ツアー最終公演であった3月26日大阪厚生年金会館（現・オリックス劇場）大ホールでは、ドクターストップがかかりライブ当日の会場で公演中止の発表をするも、会場に来たファンの声援に応えてライブを強行した。
その後、翌年のシングル『Be Myself/Heart of Gold 1996』を境に新曲を発表することなく活動休止状態となる。1996年、活動休止中にリリースされたベストアルバム『SINGLES』がミリオンヒットとなる。
1999年12月、森友嵐士の喉の不調が、心因性発声障害によるものであると判明。医師から「原因も治療法も不明の病気である」という診断を受けたことが決定打となり、森友の申し出によってT-BOLANは解散。ベストアルバム『FINAL BEST GREATEST SONGS & MORE』、VHS『FINAL BEST LIVE HEAVEN〜LIVE&CLIPS〜』をリリース。また、森友による自伝エッセイ『泥だらけのエピローグ』も発売される。森友は2001年からラジオパーソナリティを担当していた。他のメンバーについては、五味はスタジオミュージシャンとして芸能界に残っていたが、青木は兼業農家をしながら岐阜バスで路線バスの運転手、上野は配送業に勤務する形で芸能界を引退していた。
2009年11月、森友嵐士、ソロで音楽活動を再開。

### 再結成
2012年6月、同年秋に、13年ぶりにオリジナルメンバーで再結成を発表。2012年10月4日〜11月29日、「BEING LEGEND Live Tour 2012」16都市18公演をFIELD OF VIEW、B.B.クィーンズ、DEENと共に行う。BEING LEGEND第二弾として2013年3月に行われる「BEING LEGEND 〜Guitar Summit〜」に五味が参加。
2014年1月〜2月に、T-BOLANのドキュメンタリー映画が公開された。1990年代のライブやドキュメント映像を中心に、現在の彼らの姿も交えて構成された。2014年3月8日に大阪・オリックス劇場、3月21日に東京・渋谷公会堂で単独ライブを開催。単独ライブは、1995年3月26日の大阪厚生年金会館大ホール（現・オリックス劇場）以来19年ぶりとなる。2014年3月8日、大阪・オリックス劇場公演にて、4月26日に渋谷公会堂で追加公演を開催することが発表された。また、同日のライブをもって活動を休止。
2015年3月、上野がくも膜下出血で倒れる。リハビリをこなし1年後には歩けるまで回復した。
2016年、上野から「ライブをやりたい」とメンバーと相談し、12月31日に一夜限り、豊洲PITにてカウントダウンライブを開催した。体調面から上野は4曲のみ参加。サポートとしてベースに人時、キーボードにDIEが参加した。
2017年6月より活動再開。2017年8月16日に約21年ぶりの新曲も新録収録するコンセプト・ベストアルバム『T-BOLAN 〜夏の終わりに BEST〜 LOVE SONGS＋1 & LIFE SONGS』（2CD＋1DVD）をリリース。
2018年の大晦日に、第2回ももいろ歌合戦（BS日テレ・フジテレビNEXT・ニッポン放送など）へ出場。
2018年9月29日より、24年ぶりとなる全国ツアー「T-BOLAN 30th Anniversary LIVE Tour「the Best」〜励〜」23公演を行う。
2020年2月8日より、全国ツアー「T-BOLAN LIVE HEAVEN 2020『the Best』〜繋〜」を開催。
2021年8月27日に、メンバーの青木和義がT-BOLANでの音楽活動と地元岐阜での家業を両立させていたが、家業を守るため当面の期間T-BOLANの表舞台の活動を休止（レコーディング等は参加）することを発表した。
2022年1月24日、28年ぶりのオリジナルアルバム『愛の爆弾=CHERISH 〜アインシュタインからの伝言〜』のリリースが発表された。
2022年7月10日、デビュー31周年の節目に全227曲のサブスク解禁を発表した。
2023年8月19日より、シングル全曲を披露するシングル・ベストツアー「T-BOLAN LIVE TOUR 2023-2024 “SINGLES” ～波紋～」を開催。8月16日、シングル・ベストツアーの開催前に、全シングル収録のシングルベストアルバム『T-BOLAN COMPLETE SINGLES 〜SATISFY〜』をリリース。

## エピソード
- アマチュア時代のリーダーは青木だったが、実質的なリーダーは森友であった。
- アマチュア時代は原宿ホコ天で演奏していたことがある。
- 青木は森友とバンドを結成する前に、湘南を根城にしたバンド「シェリフ」でレコードをリリースしている。このバンドは女性ヴォーカルのバンドだった。
- T-BOLANのほとんどの楽曲を森友が手掛けているが、オリジナル曲を作るにあたり森友が作詞をすることになったのは「作詞はバンドのボーカルがするものだから」と青木が強く勧めたことによる。森友は数多くの作品を生み出している。
- 「BOLAN」としてメジャーデビューする予定だったが、海外メーカーの服の商標に登録されていて使えなかったため、“T-BOLAN”に改名してデビューした。
- テレビドラマ『ホテルウーマン』（関西テレビ、1991年10月7日 - 12月23日）の挿入歌となった森友の作詞・作曲による楽曲「離したくはない」が有線へリクエストが殺到。ドラマが終わる直前にシングルカットされ、最高位15位でありながらじわじわと長期に渡り売れ続け約50万枚のヒットとなった（ちなみに、このシングルのC/Wには、「Heart of Gold」が収録されている）。
- 「離したくはない」は1stアルバム『T-BOLAN』に収録されているものがオリジナルである。シングルバージョンはオリジナルバージョンと一部歌詞が異なっている。このアルバム以外には、シングルバージョンの歌詞で収録されている。ライブでは1stアルバムバージョンの歌詞で歌った。
- ビーイング所属アーティストが数々の楽曲に参加している。編曲は主に、B'zの編曲をしていた明石昌夫や、アコースティックアレンジでは葉山たけしがサポートした。コーラスでは、大黒摩季、宇徳敬子、川島だりあ等が主に参加している。
- ビーイング所属の中にはライブを行わないアーティストがいたが、T-BOLANはメジャーデビュー以前から盛んにライブ活動を行っており、デビュー後も積極的にライブツアーを行うライブバンドであった。また、『ミュージックステーション』（テレビ朝日系）などテレビ音楽番組にも数多く出演している。
- 『LIVE HEAVEN '94〜'95』ツアー最終日であった1995年3月26日大阪厚生年金会館大ホール公演当日、森友のびらん性の声帯結節によりドクターストップがかかり、協議のうえ森友も他メンバーも渋々ながら一旦受け入れた。ところが、舞台でスタッフがライブの中止および延期の旨を客席に告げたところ、観客から大ブーイングと割れんばかりの森友コールが沸き起こった。これを舞台の袖から見ていた森友は心を動かされ、中止せずにステージに立ちたい思いを他メンバーとスタッフに話しメンバーは同意する。スタッフは反対し、黙ってステージに立たせるわけにいかず制止（止めるスタッフに森友が「離してくれ」と言う大きな声が舞台袖から聞こえひしめきあっていた）したのだが、バンドはスタッフの制止を振り切り舞台に出てライブを行った。このライブは中断されることなく最後までやり終えている。その後、コンサートでのドクターストップなどでの精神的ストレスからか森友は心因性発声障害を引き起こした。このライブを見た者が、ジェイロックマガジン誌に、ボーカリストの体調が万全でない状態でライブを行った（観客は入場料を払った）T-BOLANの姿勢を批判する内容の意見を投稿する。
- 上記の1995年3月26日大阪厚生年金会館大ホール公演を最後にライブは行われていないが、その後シングル「SHAKE IT」「愛のために 愛の中で」「Be Myself」をリリースしている。またオリジナルアルバム制作にもとりかかっていて、リリースに足りるだけの楽曲は揃っていたといわれているが、結局リリースされることはなかった。シングル「Be Myself」以降に発表された新曲は、1999年解散時リリースの「FINAL BEST GREATEST SONGS & MORE」に収録された「SMILE」だけだったが、その後、2010年リリースの2枚組ベストアルバム『LEGENDS』に、デジタルリマスタリングされた「SMILE」と共に未発表曲「満月の夜」が収録された。
- 2006年8月2日。横浜アリーナで開催されたWBA世界ライトフライ級タイトルマッチで森友が国歌独唱をした。
- T-BOLANのインディーズ時代のライブにはB'zとしてデビューが決まっていた稲葉浩志が、ライブ経験を積むために20本以上ゲスト出演し、主に洋楽のカヴァーをセッションをしていた。また、お互い教員免許を持っていた森友と稲葉は[注釈 1]、「もし売れなかったら一緒に塾でもやろう」と話していた。稲葉は、B'zファンクラブ会報Vol.70でこの時のことを回想している。
- 上野は2015年にくも膜下出血で倒れて生死をさまよったが、後に意識を回復した。

## ディスコグラフィ

### シングル

#### CDシングル
|      | 発売日         | タイトル                                  | 楽曲制作                                                                                                 | カップリング曲                        | 規格  | 規格品番  | 最高位 | 初収録アルバム                                                 |
| ---- | -------------- | ----------------------------------------- | --- | ------------------------------------- | ----- | --------- | ------ | -------------------------------------------------------------- |
| 1st  | 1991年7月10日  | 悲しみが痛いよ                            | 作詞：川島だりあ 作曲：川島だりあ 編曲：西田魔阿思惟                                                     | Hold On My Beat                       | 8cmCD | ZADL-2001 | 46位   | T-BOLAN                                                        |
| 2nd  | 1991年12月18日 | 離したくはない                            | 作詞：森友嵐士 作曲：森友嵐士 編曲：西田魔阿思惟                                                         | Heart of Gold                         | 8cmCD | ZADL-2002 | 15位   | T-BOLAN                                                        |
| 3rd  | 1992年2月26日  | JUST ILLUSION                             | 作詞：高樹沙耶 作曲：織田哲郎 編曲：明石昌夫                                                             | Teenage Blue                          | 8cmCD | ZADL-2003 | 22位   | BABY BLUE                                                      |
| 4th  | 1992年5月27日  | サヨナラから始めよう                      | 作詞：森友嵐士 作曲：織田哲郎 編曲：T-BOLAN・明石昌夫                                                    | 心のかたち                            | 8cmCD | ZADL-2004 | 13位   | SO BAD                                                         |
| 5th  | 1992年9月22日  | じれったい愛                              | 作詞：森友嵐士 作曲：森友嵐士 編曲：T-BOLAN・明石昌夫                                                    | Words and Mind                        | 8cmCD | ZADL-2005 | 2位    | SO BAD                                                         |
| 6th  | 1992年11月18日 | Bye For Now                               | 作詞：森友嵐士 作曲：森友嵐士 編曲：T-BOLAN・明石昌夫                                                    | 鏡の中の嘘が微笑むよ                  | 8cmCD | ZADL-2006 | 2位    | HEART OF STONE                                                 |
| 7th  | 1993年2月10日  | おさえきれない この気持ち                 | 作詞：森友嵐士 作曲：森友嵐士 編曲：T-BOLAN・明石昌夫                                                    | シャイなJealousy                      | 8cmCD | ZADL-1001 | 1位    | HEART OF STONE                                                 |
| 8th  | 1993年3月10日  | すれ違いの純情                            | 作詞：森友嵐士 作曲：織田哲郎 編曲：T-BOLAN・葉山たけし                                                  | Happiness                             | 8cmCD | ZADL-1005 | 2位    | HEART OF STONE                                                 |
| 9th  | 1993年6月16日  | 刹那さを消せやしない/傷だらけを抱きしめて | 作詞：森友嵐士 作曲：森友嵐士・五味孝氏 (#1)／森友嵐士 (#2) 編曲：T-BOLAN・明石昌夫                      |                                       | 8cmCD | ZADL-1010 | 1位    | LOOZ                                                           |
| 10th | 1993年11月10日 | わがままに抱き合えたなら                  | 作詞：森友嵐士 作曲：森友嵐士 編曲：T-BOLAN・明石昌夫                                                    | いじけた視線を君に語るより 光を見たい | 8cmCD | ZADL-1016 | 3位    | LOOZ                                                           |
| 11th | 1994年5月11日  | LOVE                                      | 作詞：森友嵐士 作曲：森友嵐士 編曲：T-BOLAN・葉山たけし                                                  | No.1 Girl                             | 8cmCD | ZADL-1030 | 3位    | SINGLES                                                        |
| 12th | 1994年9月5日   | マリア                                    | 作詞：森友嵐士 作曲：森友嵐士 編曲：T-BOLAN・明石昌夫                                                    | 心とかして                            | 8cmCD | ZADL-1037 | 3位    | 夏の終わりにII 〜Lookin' for the eighth color of the rainbow〜 |
| 13th | 1995年8月28日  | SHAKE IT                                  | 作詞：森下桂人 作曲：森友嵐士 編曲：T-BOLAN・明石昌夫                                                    | HOW DO YOU FEEL?                      | 8cmCD | ZADL-1046 | 4位    | SINGLES                                                        |
| 14th | 1995年11月20日 | 愛のために 愛の中で                       | 作詞：森友嵐士 作曲：森友嵐士 編曲：T-BOLAN・葉山たけし                                                  | 10 Years Love Story                   | 8cmCD | ZADL-1047 | 2位    | SINGLES                                                        |
| 15th | 1996年3月25日  | Be Myself/Heart of Gold 1996              | 作詞：森友嵐士 作曲：森友嵐士・五味孝氏 (#1)／川島だりあ (#2) 編曲：T-BOLAN・池田大介 (#1)／T-BOLAN (#2) |                                       | 8cmCD | ZADL-1054 | 10位   | T-BOLAN FINAL BEST GREATEST SONGS & MORE                       |
| 16th | 1998年11月26日 | じれったい愛 '98                          | 作詞：森友嵐士 作曲：森友嵐士 編曲：徳永暁人                                                             | Bye For Now '98                       | 8cmCD | ZADL-1080 | 26位   | 1999 REMIXES                                                   |

#### DVDシングル
| 発売日         | タイトル | 楽曲制作                                    | カップリング曲 | 規格 | 規格品番  | 最高位 | 初収録アルバム                                  | 備考                                                        |
| -------------- | -------- | ------------------------------------------- | -------------- | ---- | --------- | ------ | ----------------------------------------------- | ----------------------------------------------------------- |
| 2018年10月17日 | Re:I     | 作詞：森友嵐士 作曲：五味孝氏 編曲：T-BOLAN |                | DVD  | JBBZ-3001 |        | 愛の爆弾=CHERISH 〜アインシュタインからの伝言〜 | 石ノ森章太郎生誕80周年記念サイボーグ009とのコラボレーション |

#### デジタルシングル
| 発売日         | タイトル                                  | 楽曲制作                                                        | 規格                   | 最高位 | 初収録アルバム                                  |
| -------------- | ----------------------------------------- | --------------------------------------------------------------- | ---------------------- | ------ | ----------------------------------------------- |
| 2020年11月26日 | 俺たちのストーリー/My life is My way 2020 | 作詞：森友嵐士 作曲：五味孝氏 (#1)／森友嵐士 (#2) 編曲：T-BOLAN | デジタル・ダウンロード |        | 愛の爆弾=CHERISH 〜アインシュタインからの伝言〜 |

### アルバム

#### オリジナル・アルバム
|     | 発売日         | タイトル                                        | 規格                  | 規格品番                        | 最高位 |
| --- | -------------- | ----------------------------------------------- | --------------------- | ------------------------------- | ------ |
| 1st | 1991年11月21日 | T-BOLAN                                         | CD                    | ZACL-2001                       | 19位   |
| 2nd | 1992年4月22日  | BABY BLUE                                       | CD                    | ZACL-2002                       | 4位    |
| 3rd | 1992年11月11日 | SO BAD                                          | CD                    | ZACL-2004                       | 3位    |
| 4th | 1993年5月26日  | HEART OF STONE                                  | CD                    | ZACL-1001                       | 1位    |
| 5th | 1993年12月8日  | LOOZ                                            | CD                    | ZACL-1007                       | 2位    |
| 6th | 2022年3月14日  | 愛の爆弾=CHERISH 〜アインシュタインからの伝言〜 | CD+プレミアムアイテム | JBCZ-9127（初回生産限定豪華盤） | 37位   |
| 6th | 2022年3月14日  | 愛の爆弾=CHERISH 〜アインシュタインからの伝言〜 | CD                    | JBCZ-9128（通常盤）             | 37位   |

#### アコースティック・ミニアルバム
|     | 発売日        | タイトル                                                       | 規格 | 規格品番  | 最高位 |
| --- | ------------- | -------------------------------------------------------------- | ---- | --------- | ------ |
| 1st | 1992年9月22日 | 夏の終わりに 〜Acoustic Version〜                              | CD   | ZACL-2003 | 2位    |
| 2nd | 1994年8月6日  | 夏の終わりにII 〜Lookin' for the eighth color of the rainbow〜 | CD   | ZACL-1012 | 4位    |

#### リミックス・アルバム
| 発売日        | タイトル     | 規格 | 規格品番  | 最高位 |
| ------------- | ------------ | ---- | --------- | ------ |
| 1999年1月23日 | 1999 REMIXES | CD   | ZACL-1050 | 11位   |

#### ベスト・アルバム
|     | 発売日                | タイトル                                                | 規格    | 規格品番        | 最高位 |
| --- | --------------------- | ------------------------------------------------------- | ------- | --------------- | ------ |
| 1st | 1996年8月8日          | SINGLES                                                 | CD      | ZACL-1035       | 1位    |
| 2nd | 1996年12月12日        | BALLADS                                                 | CD      | ZACL-1037       | 6位    |
| 3rd | 1999年12月8日         | T-BOLAN FINAL BEST GREATEST SONGS & MORE                | CD      | ZACL-1053       | 7位    |
| 4th | 2002年7月25日         | complete of T-BOLAN at the BEING studio                 | CD      | JBCJ-5001       | 88位   |
| 4th | 2012年9月26日（再発） | complete of T-BOLAN at the BEING studio                 | CD      | JBCJ-5101       | 88位   |
| 5th | 2007年12月12日        | BEST OF BEST 1000                                       | CD      | JBCS-1002       | 42位   |
| 6th | 2008年5月27日         | T-BOLAN BEST HITS                                       | CD      | JDCT-003        | 対象外 |
| 7th | 2010年3月24日         | LEGENDS                                                 | 2CD+DVD | ZACL-9039～40   | 32位   |
| 8th | 2017年8月16日         | T-BOLAN 〜夏の終わりに BEST〜 LOVE SONGS+1 & LIFE SONGS | 2CD+DVD | JBCZ-9059～9060 | 13位   |
| 9th | 2023年8月16日         | T-BOLAN COMPLETE SINGLES 〜SATISFY〜                    | 2CD     | JBCZ-9148～9149 | 26位   |

### CDボックス
| 発売日        | タイトル             | 規格                | 規格品番 | 最高位 |
| ------------- | -------------------- | ------------------- | -------- | ------ |
| 2014年7月10日 | T-BOLAN THE COMPLETE | 8CD+特典DVD(約60分) |          |        |

### 映像作品
| 発売日                                  | タイトル                                                            | 規格 | 規格品番         | 最高位 | 備考                                                |
| --------------------------------------- | ------------------------------------------------------------------- | ---- | ---------------- | ------ | --------------------------------------------------- |
| 1999年12月1日                           | FINAL BEST LIVE HEAVEN 〜LIVE&CLIPS〜                               | VHS  | ZAVL-1002        |        | 2万本完全限定                                       |
| 2000年8月1日                            | FINAL BEST LIVE HEAVEN 〜LIVE&CLIPS〜                               | DVD  | ZABD-1001        |        | VHSのDVD化。ジュエルケース仕様                      |
| 2012年8月8日                            | T-BOLAN BEST LIVE & CLIPS                                           | DVD  | JBBS-5001        |        |                                                     |
| 2012年8月8日                            | LEGEND of 90's J-ROCK「LIVE BEST & CLIPS」                          | DVD  | JBBS-5005〜6     | 14位   |                                                     |
| 2013年4月10日                           | BEING LEGEND Live Tour 2012                                         | DVD  | JBBS-5008        |        | B.B.クィーンズ、FIELD OF VIEW、DEENと共演           |
| 2014年3月21日 （2014年3月19日先行発売） | T-BOLAN THE MOVIE 〜あの頃、みんなT-BOLANを聴いていた〜             | DVD  | ZABL-5020～21    |        | 初のドキュメンタリー映画                            |
| 2014年9月24日                           | T-BOLAN LIVE HEAVEN 2014 〜Back to the last live！！〜              | DVD  | ZABL-5028        |        |                                                     |
| 2018年2月21日                           | T-BOLAN LIVE HEAVEN 2017 夏の終わりに『再会』〜Acoustic Live Tour〜 | DVD  | JBBZ-5007～-5008 |        |                                                     |
| 2020年2月5日                            | T-BOLAN 30th Anniversary LIVE Tour「the Best」〜励〜                | DVD  | JBBZ-5015～5016  | 20位   | CD『俺たちのストーリー/My life is My way 2020』同梱 |
| 2022年4月13日                           | T-BOLAN LIVE HEAVEN 2020「the Best」〜繋〜 愛の爆弾=CHERISH FINAL   | DVD  | JBBZ-5017        |        |                                                     |

### 参加作品
| 発売日         | タイトル                                                                          | T-BOLANの楽曲                                                                                               |
| -------------- | --------------------------------------------------------------------------------- | --- |
| 1991年11月21日 | Various Artists『ホテルウーマン オリジナルサウンドトラック』                      | 離したくはない                                                                                              |
| 1992年12月2日  | Various Artists『ウーマンドリーム オリジナル・サウンドトラック』                  | Bye For Now                                                                                                 |
| 2003年4月25日  | Various Artists『vocal compilation 90's hits Vol.1 〜male〜 at the BEING studio』 | 悲しみが痛いよ サヨナラから始めよう                                                                         |
| 2004年10月27日 | Various Artists『It's TV SHOW!! 〜TBSテレビ&フジテレビ 主題歌&テーマ曲BEST〜』    | マリア |
| 2005年11月     | Various Artists『COUNTDOWN BEING』                                                | じれったい愛 マリア 刹那さを消せやしない 離したくはない おさえきれないこの気持ち Bye For Now すれ違いの純情 |
| 2006年3月1日   | Various Artists『FUN 〜Greatest Hits of 90's〜』                                  | じれったい愛 Bye For Now 離したくはない                                                                     |
| 2007年4月25日  | Various Artists『R35 Sweet J-Ballads』                                            | 離したくはない                                                                                              |
| 2008年8月20日  | Various Artists『クライマックス ロマンティック・ソングス』                        | Bye For Now                                                                                                 |
| 2009年10月7日  | Various Artists『メモリーズ〜涙あふれても』                                       | 離したくはない                                                                                              |
| 2009年12月-    | Various Artists『BEST HIT BEING』                                                 | LOVE 離したくはない 愛のために 愛の中で                                                                     |
| 2012年10月17日 | Various Artists『MILLION 〜BEST OF 90's J-POP〜 RED』                             | 離したくはない                                                                                              |
| 2012年10月17日 | Various Artists『MILLION 〜BEST OF 90's J-POP〜 BLUE』                            | マリア |
| 2020年4月8日   | Various Artists『キミが好きだと叫びたい 〜Love & Yell〜 mixed by DJ和』           | じれったい愛                                                                                                |
| 2020年12月16日 | Various Artists『 ミリオンデイズ 〜あの日のわたしと、歌え。〜 mixed by DJ和』     | Bye For Now                                                                                                 |

## タイアップ
| 使用年 | 曲名                      | タイアップ先                                                             |
| ------ | ------------------------- | ------------------------------------------------------------------------ |
| 1991年 | 悲しみが痛いよ            | テレビ朝日系ドラマ「代表取締役刑事」エンディンク・テーマ                 |
| 1991年 | 離したくはない            | テレビ朝日系「’92パリ〜ル・カップ」エンディング・テーマ                  |
| 1992年 | JUST ILLUSION             | テレビ朝日系ドラマ「真夜中は別の顔」挿入歌                               |
| 1992年 | サヨナラから始めよう      | テレビ朝日系「トゥナイト」エンディング・テーマ                           |
| 1992年 | じれったい愛              | ロッテ「エクストリア・チョコレート」CMソング                             |
| 1992年 | Bye For Now               | 関西テレビ・フジテレビ系ドラマ「ウーマンドリーム」主題歌                 |
| 1993年 | おさえきれない この気持ち | テレビ朝日系ドラマ「いちご白書」エンディング・テーマ                     |
| 1993年 | すれ違いの純情            | 富士フイルム「AXIA」CMソング                                             |
| 1993年 | 刹那さを消せやしない      | テレビ朝日系「Jリーグ A GO GO!!」テーマ・ソング                          |
| 1993年 | 傷だらけを抱きしめて      | 大塚製薬「ファイブミニ」CMソング （出演：萩原聖人）                      |
| 1993年 | わがままに抱き合えたなら  | ANB系月曜ドラマ・イン「愛してるよ!」オープニング・テーマ                 |
| 1994年 | LOVE                      | テレビ朝日系木曜ドラマ『彼と彼女の事情』主題歌                           |
| 1994年 | No.1 Girl                 | ホンダ・シビックフェリオ CMソング （出演：ジョディ・フォスター）         |
| 1994年 | マリア                    | フジテレビ「○I○I TOKYO TASTE 『Rooms』」エンディングテーマ               |
| 1995年 | SHAKE IT                  | テレビ朝日系「チャンネル99」エンディングテーマ                           |
| 1995年 | 愛のために 愛の中で       | テレビ朝日系「トゥナイト2」エンディングテーマ                            |
| 1996年 | Be Myself                 | テレビ朝日系「オリンピッククイズ 燃えろ!アトランタ王」オープニングテーマ |
| 1996年 | Heart of Gold 1996        | テレビ朝日系「オリンピッククイズ 燃えろ!アトランタ王」エンディングテーマ |
| 2020年 | 俺たちのストーリー        | Amazon Prime Video オリジナルドラマ「湘南純愛組！」オープニング曲        |
| 2020年 | My life is My way 2020    | Amazon Prime Video オリジナルドラマ「湘南純愛組！」主題歌                |